# Listă de filme bazate pe lucrările lui Edgar Allan Poe
Poetul și scriitorul american de povestiri Edgar Allan Poe a avut o influență semnificativă în televiziune și film. Multe lucrări sunt adaptări ale operei lui Poe, altele fac doar referire la aceasta.
Aceasta este o listă de filme bazate pe lucrările lui Edgar Allan Poe

## Filme

### Adaptări
- Filme B regizate de Roger Corman și cu actorul Vincent Price: House of Usher, The Premature Burial, cu Ray Milland și Hazel Court. The Haunted Palace (1963) are titlul unei poezii a lui Poe, dar este conectat mai strâns cu lucrările lui H. P. Lovecraft, în special Cazul Charles Dexter Ward -- The Case of Charles Dexter Ward.
- În anii 1930 și 1940, cei de la Universal Studios au adaptat mai multe povestiri ale lui Poe - și le-au folosit pe altele ca inspirație - în primul rând în filmele cu Bela Lugosi și Boris Karloff. Aceste filme sunt de obicei tratate ca făcând parte din filmele timpurii Universal Monster, alături de Frankenstein și Dracula.
- Filmul educațional The Strange Case of the Cosmic Rays, regizat de Frank Capra în 1957, conține o scurtă scenă în care Poe, Feodor Dostoievski și Charles Dickens apar ca marionete.
- În 1981, cineastul italian Lucio Fulci a regizat Pisica Neagră -- Gatto nero, cu Patrick Magee și Mimsy Farmer.
- Balerca de Amontillado -- The Cask of Amontillado (1998), regizat de Mario Cavalli, după un scenariu al lui Richard Deakin și avându-i în rolurile principale pe Anton Blake (Montresor) și Patrick Monckton (Fortunato) - după povestirea „Balerca de Amontillado”.[1] Vezi și Adaptări ale povestirii „Balerca de Amontillado”
- Terroir (2014) cu Keith Carradine, are la bază „Balerca de Amontillado” de Edgar Allan Poe.
- Corbul -- The Raven (2015) cu David JM Bielewicz, Dave Pettitt & Nicole Beattie. Regia Thad Ciechanowski
- Povestiri extraordinare -- Extraordinary Tales (2015) antologie animată

### Filme inspirate sau cu aluzii
- În capitolul 4 al serialului din 1940, Drums of Fu Manchu, "The Pendulum of Doom", eroul Allan Parker este prins într-un pericol "Hruba și pendulul" (Fu Manchu afirmă de fapt că povestirea Poe a inspirat acest dispozitiv de tortură).

- În filmul Batman din 1966, Bruce Wayne (Adam West) citează ultima strofă din poezia „To One in Paradise”, dar o greșește ca fiind prima.

- În filmul horror din 2008 Saw V, Seth Baxter este pusă într-o capcană care face referire la Hruba și pendulul.
- Poveste fatală -- Tell-Tale (2009) este inspirat de „Inima care-și spune taina” -- "The Tell-Tale Heart". Regizat de Michael Cuesta; cu actorii Josh Lucas, Lena Headey și Brian Cox.[2][3] Vezi și adaptări după „Inima care-și spune taina”.
- În animația "The Scapegoats" (2013) de Tor E. Steiro, în baia Danei este un afiș cu Edgar Allan Poe, cu un corb, un citat dintr-un poem și semnătura lui Poe.[4]

### Filme selectate legate de Poe
- Edgar Allen Poe  (1909)
- The Gold Bug (Franța, 1910)
- The Pit and the Pendulum (Italia, 1910)
- The Bells (1912)
- Le système du docteur Goudron et du professeur Plume (1913) - vag bazat pe povestirea „Sistemul doctorului Catran și al profesorului Pană” -- "The System of Doctor Tarr and Professor Fether". Vezi și lista adaptări după această povestire.
- The Avenging Conscience or: 'Thou Shalt Not Kill' (1914)
- Crimele din Rue Morgue -- The Murders in the Rue Morgue (1914)
- Corbul -- The Raven (1915)
- The Tell Tale Heart (1928)
- Prăbușirea Casei Usher -- The Fall of the House of Usher (SUA, 1928). Vezi și lista adaptări după această povestire.
- Prăbușirea Casei Usher -- La Chute de la maison Usher (Franța, 1928)
- Crimele din Rue Morgue -- Murders in the Rue Morgue (1932)
- Pisica neagră -- The Black Cat (1934)
- Maniac (1934) - adaptare a "The Black Cat" - Pisica neagră
- The Crime of Dr. Crespi (1935) adaptare a "The Premature Burial" - Înmormântare prematură
- Corbul - The Raven (1935)
- Inima care-și spune taina - The Tell-Tale Heart (1941)
- The Loves of Edgar Allan Poe (1942) (film biografic al lui Poe)
- Mystery of Marie Roget (1942)
- The Tell-Tale Heart (1953)
- The Phantom of the Rue Morgue (1953)
- Casa Usher sau Casa familiei Usher - House of Usher (1960)
- Inima care-și spune taina - The Tell-Tale Heart (1960)
- Hruba și pendulul - Pit and the Pendulum (1961)
- Premature Burial (1962)
- Povești de groază -- Tales of Terror (1962) - După "Morella," "The Black Cat," "The Cask of Amontillado" & "Faptele în cazul domnului Valdemar".[5] Această versiune vag adaptată are un ton comic incontestabil, iar rolurile principale sunt interpretate de Peter Lorre ca Montresor (cu numele Montresor Herringbone) și Vincent Price ca Fortunato Luchresi. Combinarea celor două povestiri oferă ucigașului un motiv: Fortunato are o aventură cu soția lui Montresor.
- Corbul - The Raven (1963)
- Masca Morții Roșii -- The Masque of the Red Death (1964)
- Danza Macabra cu sensul Dans macabru -- Castle of Blood (cu sensul Castelul sângelui, 1964), regia Antonio Margheriti & Sergio Corbucci. Cu Barbara Steele, Arturo Dominici.
- Hruba și pendulul - The Pit and the Pendulum (1964)
- Mormântul Ligeiei - The Tomb of Ligeia (1965)
- The Black Cat (1966)
- The Blood Demon (1967)
- Povestiri extraordinare -- (Histoires extraordinaires), trei segmente: Metzengerstein de Roger Vadim, William Wilson de Louis Malle și Toby Dammit de Federico Fellini (Franța/Italia, 1968)
- Nella stretta morsa del ragno -- Web of the Spider (1971) Regizat de Antonio Margheriti. Filmul este despre scriitorul Alan Foster care acceptă un pariu cu Edgar Allan Poe și prietenul său Thomas Blackwood de a sta o noapte în castelul lui Blackwood.
- Crimele din Rue Morgue - Murders in the Rue Morgue (1971)
- The Spectre of Edgar Allan Poe (1974) - regia Mohy Quandour. cu Robert Walker Jr., Cesar Romero, Tom Drake.
- The Gold Bug (1980) - episod special ABC Weekend Special, regia Robert Fuest. cu Roberts Blossom, Geoffrey Holder and Anthony Michael Hall.
- Vincent (1982) - scurtmetraj de  Tim Burton despre un băiat obsedat de Poe și Vincent Price.
- Masca Morții Roșii -- Masque of the Red Death (1989) - regia Larry Brand, produs de Roger Corman. cu Adrian Paul & Patrick Macnee.
- Fool's Fire (1992) - scurtmetraj de Julie Taymor cu Michael J. Anderson, adaptare a "Hop-Frog"
- The Raven...Nevermore (1999)
- Corbul - The Raven (scurtmetraj - 2003)
- The Death of Poe (2006)
- Nightmares from the Mind of Poe (2006)
- The Light-house (2008)
- Eureka: The Mind Of Edgar Allan Poe (2008)
- Ligeia -- Edgar Allan Poe's Ligeia (2008)
- Casa Usher -- House of Usher (2008), de David DeCoteau
- The Pit and the Pendulum (2009), de David DeCoteau
- William Wilson (2011) - scurtmetraj de Michael Van Devere
- Stonehearst Asylum (anterior Eliza Graves, vezi mai jos, 2014) vag bazat pe povestirea „Sistemul doctorului Catran și al profesorului Pană” -- "The System of Doctor Tarr and Professor Fether". Vezi și adaptări după această povestire.
- Corbul -- The Raven (2012) descriere fictivă a ultimelor zile ale lui Poe
- Povestiri extraordinare -- Extraordinary Tales (2015)

### Altele
- Annabel Lee (2009) după poemul „Annabel Lee”.[6] Vezi și Annabel Lee#Adaptări.
- Eliza Graves (2014)[7]
- O Homem das Multidões (2013) adaptare după povestirea „Omul mulțimii” („The Man of the Crowd”)[8][9]

## Televiziune
- Edgar Allan Poe's Tales of Mystery & Imagination (1995)
- Hipnotizatorul (O hipnotizador), regia José Eduardo Belmonte, Marco Dutra, Aly Muritiba,  cu actorii Carla Quevedo, Lee Taylor, Leonardo Sbaraglia
- CSI: Crime Scene Investigation ,  episodul "Up in Smoke" combină povestirile "The Tell-Tale Heart" și "The Cask of Amontillado".
- Gilmore Girls, episodul  "A Tale of Poes and Fire"
- Histeria! , episodul "Super Writers"
- Homicide: Life on the Street
- Masters of Horror, episodul "The Black Cat", Poe este interpretat de Jeffrey Combs
- episod pilot „Poe” (2011, Warner Bros. TV, Lin Pictures și ABC) - serial anulat

## Vezi și
- Edgar Allan Poe în cultura populară